# Colurella anodonta
Colurella anodonta är en hjuldjursart som beskrevs av Carlin 1939. Colurella anodonta ingår i släktet Colurella och familjen Lepadellidae. Inga underarter finns listade i Catalogue of Life.